# ایالت سوکوتو
ایالت سوکوتو (به لاتین: Sokoto State) یک ایالت در نیجریه است که ۲۵٬۹۷۳ کیلومترمربع مساحت و ۴٬۳۹۲٬۳۹۱ نفر جمعیت دارد.